# 龙交乡
龙交乡，是中华人民共和国山西省吕梁市石楼县下辖的一个乡镇级行政单位。

## 行政区划
龙交乡下辖以下地区：
龙交村、阳崖村、麻庄村、甘河村、下庄河村、德义河村、君庄村、上庄村、王家沟村、渠家沟村、田家山村、黑龙沟村、兴东垣村和寨子上村。